# 전해철
전해철(全海澈, 1962년 5월 18일~)은 대한민국의 변호사, 정치인이다. 제19·20·21대 국회의원이며, 문재인 정부의 행정안전부 장관을 역임하였다. 목포 출생이다.

## 학력
- 목포대성국민학교 졸업
- 1978년 영흥중학교 졸업
- 1981년 마산중앙고등학교 졸업
- 1985년 고려대학교 법과대학 법학 학사

## 경력
- 1987년: 제29회 사법고시 합격
- 대한변호사협회 인권위원
- 민주사회를 위한 변호사모임 언론위원장
- 2001.01~2004.05:  법무법인 해마루 변호사
- 2003.07 대통령소속 의문사진상규명위원회 비상임위원
- 2004.05~2006.05: 대통령비서실 민정비서관
- 2006.05~2007.12: 대통령비서실 민정수석비서관
- 2007.12~2012.05: 법무법인 해마루 대표변호사
- 2008.07~2011.12: 민주당 경기도당 안산시 상록구 갑 지역위원회 위원장
- 2011.12~2013.05: 민주통합당 경기도당 안산시 상록구 갑 지역위원회 위원장
- 2012년 4월 11일: 대한민국 제19대 국회의원 선거 당선(경기 안산시 상록구 갑, 민주통합당, 초선)
- 2013.05~2014.05: 민주당→새정치민주연합 원내법률부대표
- 2013.05~2014.03: 민주당 경기도당 안산시 상록구 갑 지역위원회 위원장
- 2014.03~2015.12: 새정치민주연합 경기도당 안산시 상록구 갑 지역위원회 위원장
- 2015.12~2024.05: 더불어민주당 경기도당 안산시 상록구 갑 지역위원회 위원장
- 2016년 4월 13일: 대한민국 제20대 국회의원 선거 당선(경기 안산시 상록구 갑, 더불어민주당, 재선)
- 2016.08~2018.01: 더불어민주당 경기도당 위원장
- 2016.08~2017.06: 더불어민주당 최고위원
- 2017.04~2017.05: 제19대 대통령 선거 더불어민주당 문재인 대통령 후보 공동선거대책위원회 공동조직특보단장
- 2018.04~2018.05: 제7회 전국동시지방선거 경기도지사 더불어민주당 예비후보
- 2019.07~2020.11: 더불어민주당 이해찬→이낙연 당대표 특보단장
- 2020년 4월 15일: 대한민국 제21대 국회의원 선거 당선(경기 안산시 상록구 갑, 더불어민주당, 3선)
- 2020.11~: 민주주의 4.0 연구원 이사
- 2020.12~2022.05: 제3대 행정안전부 장관
- 2020.12~2022.05: 대통령직속 자치분권위원회 부위원장 겸 위원
- 2020.12~2022.05: 대통령직속 국가균형발전위원회 당연직위원
- 2020.12~2022.05: 대통령직속 자치분권위원회 자치제도분과위원회 위원
- 2020.12~2022.05: 대통령직속 일자리위원회 당연직위원
- 2020.12~2022.05: 대통령직속 녹색성장위원회 당연직위원
- 2020.12~2022.05: 대통령직속 4차산업혁명위원회 정부위원
- 2021.05~2022.05: 대통령직속 2050 탄소중립위원회 당연직위원
- 2023.12~2024.03: 제22대 국회의원 선거 경기 안산시 갑 더불어민주당 국회의원 예비후보
- 2024.03~2024.04: 제22대 국회의원 선거 더불어민주당 경기 안산시 갑 양문석 국회의원 후보 상임선거대책위원장
- 2024.06~: 경기도청 도정자문위원장

### 의정 활동
- 2012.05~2016.05: 제19대 국회의원(경기 안산시 상록구 갑, 민주통합당→민주당→새정치민주연합→더불어민주당, 초선)
  - 2012.07~2014.05: 제19대 국회 전반기 운영위원회 위원
  - 2013.07~2013.08: 제19대 국회 국가정보원 댓글의혹사건 등의 진상규명을 위한 국정조사 특별위원회 위원
  - 2012.07~2014.05: 제19대 국회 전반기 법제사법위원회 위원
  - 2014.06~2016.05: 제19대 국회 후반기 법제사법위원회 간사
- 2016.05~2020.05: 제20대 국회의원(경기 안산시 상록구 갑, 더불어민주당, 재선)
  - 2016.06~2018.05: 제20대 국회 전반기 정무위원회 위원
  - 2017.08~2017.12: 제20대 국회 헌법개정특별위원회 위원
  - 2017.09: 제20대 국회 대법원장(김명수) 임명동의에 관한 인사청문특별위원회 간사
  - 2018.07~2020.05: 제20대 국회 후반기 정무위원회 위원
  - 2018.07~2020.05: 제20대 국회 후반기 정보위원회 위원
  - 2018.09: 제20대 국회 헌법재판소장(유남석) 임명동의에 관한 인사청문특별위원회 간사
  - 2019.08~2020.05: 제20대 국회 후반기 예산결산특별위원회 위원
- 2020.05~2024.05: 제21대 국회의원(경기 안산시 상록구 갑, 더불어민주당, 3선)
  - 2020.06~2021.08: 제21대 국회 전반기 외교통일위원회 위원
  - 2020.07~2020.12: 제21대 국회 전반기 정보위원회 위원장
  - 2020.07~2024.05: 국회수소경제포럼 공동대표의원
  - 2020.07~2024.05: 철강포럼 구성의원
  - 2021.08~2022.05: 제21대 국회 전반기 기획재정위원회 위원
  - 2022.07~2023.06: 제21대 국회 후반기 환경노동위원회 위원장
  - 2023.06~2024.05: 제21대 국회 후반기 외교통일위원회 위원

## 역대 선거 결과
|  | 30.08% |

|  | 60.76% |

|  | 38.80% |

|  | 58.55% |

## 소속 정당
| 소속 정당 | 소속 정당      | 소속 기간 | 비고      |
| --------- | -------------- | --------- | --------- |
|           | 통합민주당     | 2008      | 정계 입문 |
|           | 민주당         | 2008~2011 | 당명 변경 |
|           | 민주통합당     | 2011~2013 | 합당      |
|           | 민주당         | 2013~2014 | 당명 변경 |
|           | 새정치민주연합 | 2014~2015 | 합당      |
|           | 더불어민주당   | 2015~현재 | 당명 변경 |

## 같이 보기
- 안산시 상록구 갑
- 안산시 상록구의 국회의원
- 대한민국의 행정안전부 장관
- 대한민국의 대통령비서실 수석비서관